# Eburodacrys rubicunda
Eburodacrys rubicunda är en skalbaggsart som beskrevs av Monné och Martins 1992. Eburodacrys rubicunda ingår i släktet Eburodacrys och familjen långhorningar. Inga underarter finns listade i Catalogue of Life.